# Pleurotomella packardii
Pleurotomella packardii é uma espécie de gastrópode do gênero Pleurotomella, pertencente a família Raphitomidae.